# Mary Wineberg
Mary Danner-Wineberg (New York, 3 gennaio 1980) è un'ex velocista statunitense, specializzata nei 400 metri piani.
In carriera ha conquistato, con la staffetta 4×400 metri, un oro ai Giochi olimpici di Pechino 2008 ed un oro ai Mondiali di Osaka 2007. A livello individuale, nei 400 m piani, i migliori risultati in carriera sono stati un ottavo posto ai Mondiali di Osaka 2007 e la semifinale raggiunta ai Giochi olimpici di Pechino 2008.

## Palmarès
| Anno | Manifestazione  | Sede       | Evento      | Risultato  | Prestazione | Note                                     |
| ---- | --------------- | ---------- | ----------- | ---------- | ----------- | ---------------------------------------- |
| 2003 | Mondiali indoor | Birmingham | 4×400 m     | Bronzo     | 3'31"69     |                                          |
| 2006 | Mondiali indoor | Mosca      | 400 m piani | Batteria   | 53"07       |                                          |
| 2006 | Mondiali indoor | Mosca      | 4×400 m     | Argento    | 3'28"63     | Miglior prestazione personale stagionale |
| 2007 | Mondiali        | Osaka      | 400 m piani | 8ª         | 50"96       |                                          |
| 2007 | Mondiali        | Osaka      | 4×400 m     | Oro        | 3'18"55     | Miglior prestazione mondiale stagionale  |
| 2008 | Giochi olimpici | Pechino    | 400 m piani | Semifinale | 51"13       |                                          |
| 2008 | Giochi olimpici | Pechino    | 4×400 m     | Oro        | 3'18"54     |                                          |

## Altre competizioni internazionali
2007
- 7ª alla World Athletics Final ( Stoccarda), 400 m piani - 50"73

2008
- 6ª alla World Athletics Final ( Stoccarda), 400 m piani - 51"65